# Kleiner Pinselfüßer

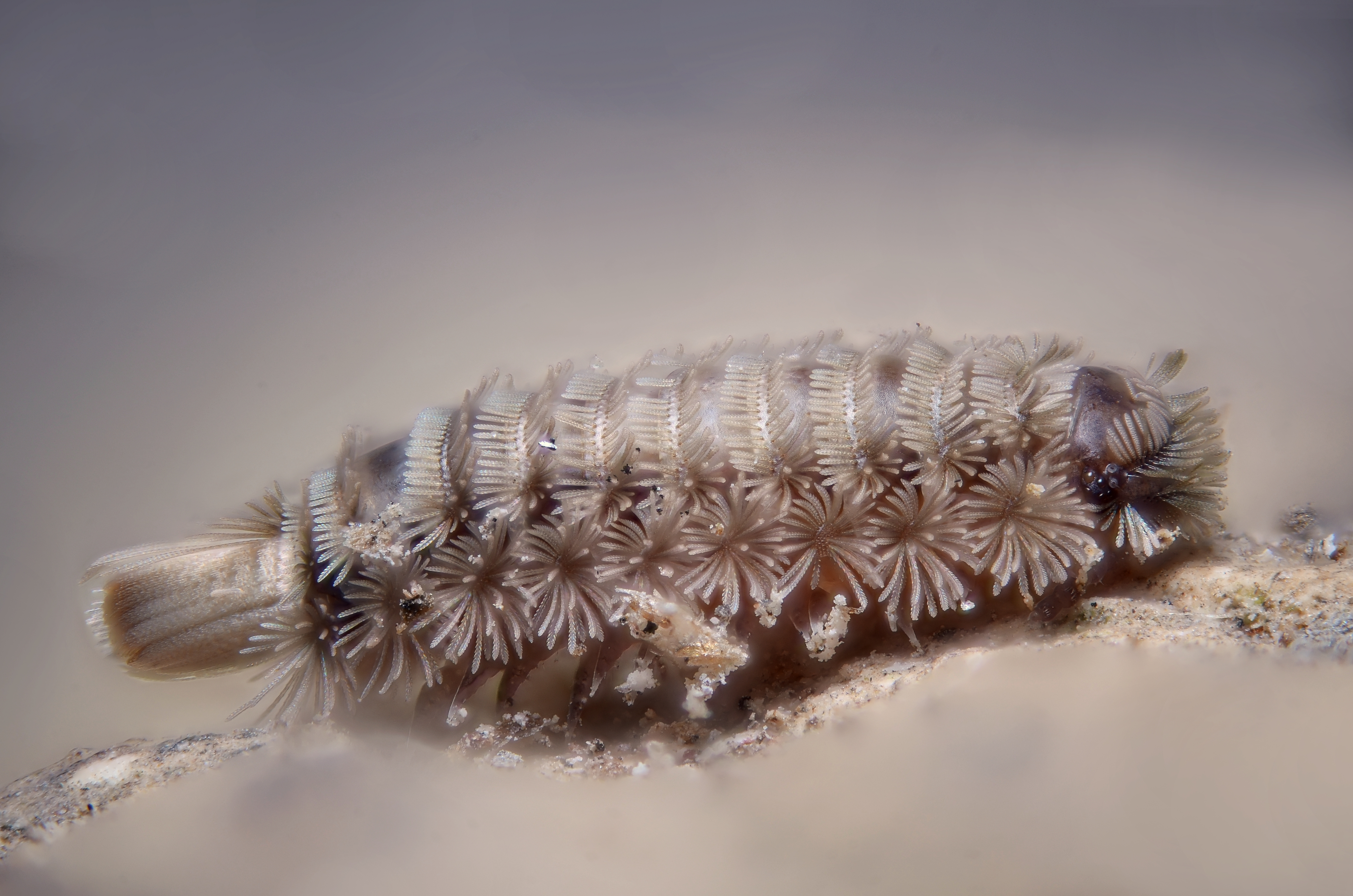
Ein Exemplar in Seitenansicht

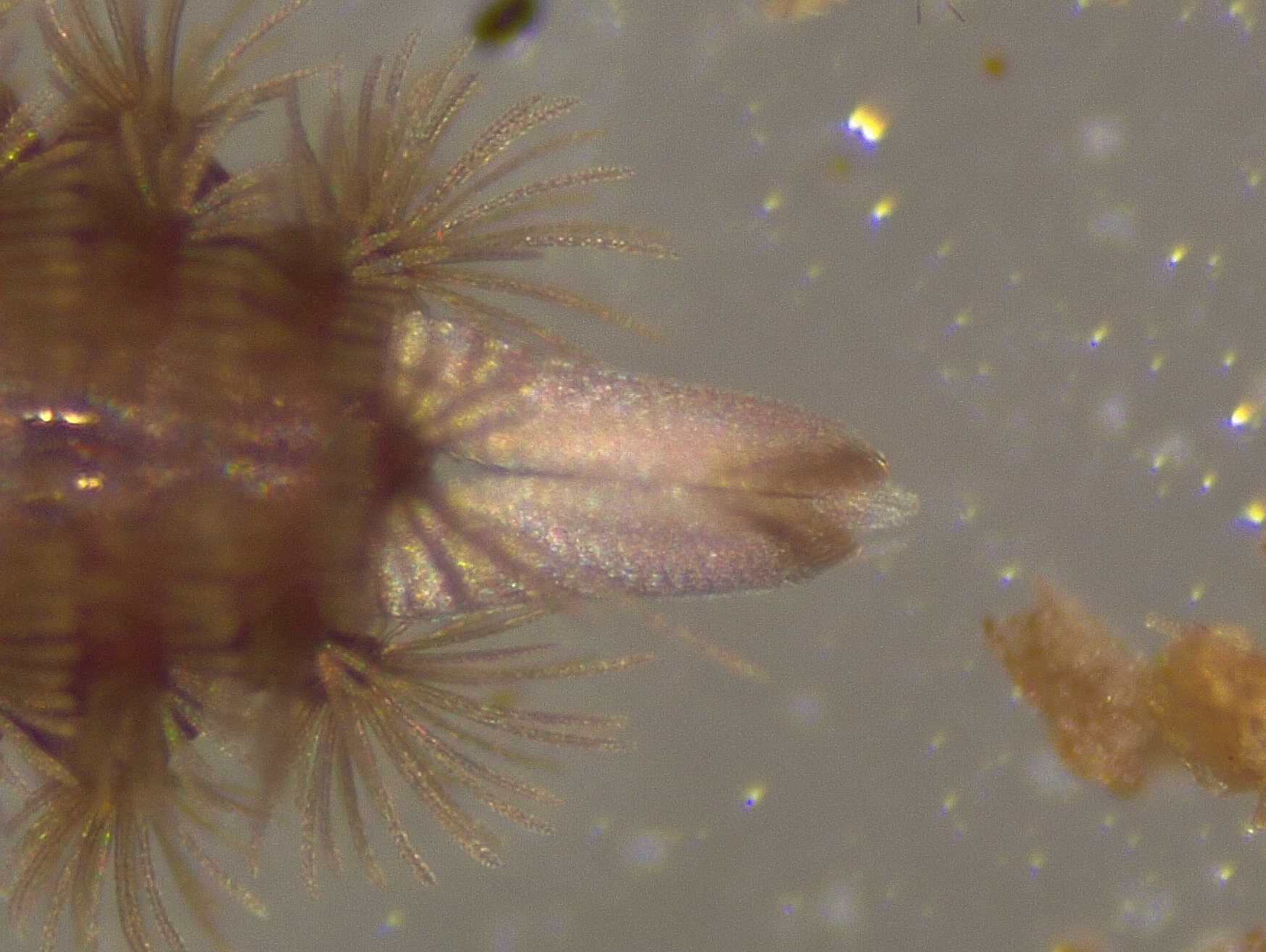
Das Schwanzende des Kleinen Pinselfüßers

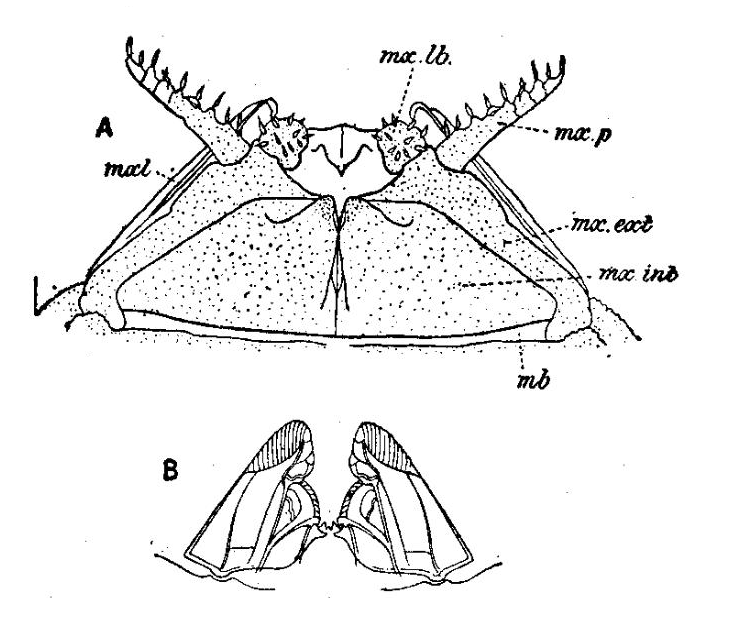
Zeichnung der Mundwerkzeuge

Der Kleine Pinselfüßer (Polyxenus lagurus), oft auch einfach nur wie die zugehörige Familie und Ordnung Pinselfüßer genannt, ist eine holarktisch verbreitete Art der zu den Doppelfüßern gehörenden Pinselfüßer. Sie ist die einzige mitteleuropäische Art der Pinselfüßer und unterscheidet sich stark von allen anderen heimischen Doppelfüßer-Arten.

## Merkmale
Die Körperlänge der winzigen Art beträgt 2–3 mm, an den 11 Körperringen befinden sich 13 Beinpaare. Die Antennen sind achtgliedrig und relativ kurz. Im Gegensatz zum Körper aller anderen heimischen Doppelfüßer besitzt Polyxenus lagurus einen weichhäutigen Körper ohne Kalkeinlagerungen, da sich die Ordnung Polyxenida in der Evolution von den anderen Doppelfüßern abgetrennt hat, noch bevor sich die Verstärkung der Cuticula (Außenhaut) durch Kalk entwickelt hat. Ebenso weisen sie keine Gonopoden und keine Wehrdrüsen auf, da sich auch diese Strukturen erst nach dem evolutionären Auftrennen der Doppelfüßer in die Unterklassen Penicillata und Chilognatha ausgebildet haben. Ein auffälliges Merkmal der Art sind die Haarbildungen. Die Haare stehen wie bei einem Pinsel in Büscheln und sind mit Widerhaken sowie verzweigten und gelappten Strukturen versehen. Diese Haare können leicht abbrechen und dienen unter anderem – vor allem im Falle der Schwanzborsten – der Abwehr von Fressfeinden, wie Ameisen oder Spinnen. Die Fortbewegung der Art erfolgt ruckartig, fast springend. Zudem ist Polyxenus lagurus ein hervorragender Kletterer und kann auch an glatten, senkrechten Flächen, wie Glas, emporklettern.
Eine Verwechslung ist in Mitteleuropa mit keinen anderen Doppelfüßern möglich. Allerdings kommt es ab und zu zu Verwechslungen mit den Larven verschiedener Speckkäfer, wie dem Wollkrautblütenkäfer, Teppichkäfer oder Kabinettkäfer, die im Gegensatz zum Kleinen Pinselfüßer als Schädlinge im Haus gelten.

## Verbreitung
Die Art ist holarktisch in Europa, Westasien und Nordamerika verbreitet. Auf dem Festland Europas kommt sie von den Pyrenäen bis in den Kaukasus vor, lebt aber nicht auf der Apenninhalbinsel. Die südlichsten Vorkommen liegen in Westeuropa in Südfrankreich und in Osteuropa in Griechenland. Im Norden lebt die Art bis in die zentralen Gebiete Schwedens. In Westasien ist sie bis Israel verbreitet. Neben dem Festland werden die Britischen Inseln und Azoren besiedelt. In Nordamerika ist die Art aus den Vereinigten Staaten und Kanada bekannt.
In Deutschland ist die Art sehr weit verbreitet und aus allen Bundesländern bekannt. Weniger Nachweise gibt es aus dem Nordwesten Niedersachsens, dem Westen Schleswig-Holsteins, dem Norden von Sachsen-Anhalt bis ins südwestliche Mecklenburg-Vorpommern und das westliche Brandenburg und Teilen des südlichen Bayerns.

## Lebensraum
Aufgrund ihrer geringen Größe können die Tiere nicht graben und haben sich zu Baumbewohnern entwickelt. Die Art lebt besonders unter der Rinde vieler verschiedener Baumarten, bis in eine Baumhöhe von 20 m, auch in Moospolstern, Ameisen- und Wespennestern. Bei Bäumen werden Kiefern, andere Nadelbäume, Eichen oder Buchen mit rissiger Borke bevorzugt. Der Zwergwuchs der Art deutet auf eine ökologische Strategie hin, da sie so gut wie überall einen Schlupfwinkel findet, wo sie vor ungünstiger Witterung geschützt ist. Neben Baumrinde werden auch Steinmauern besiedelt.
Die Art bevorzugt natürliche Biotope und ist nur äußerst selten synanthrop zu finden. Sie gehört wie die Fadenfüßer Proteroiulus fuscus und Nemasoma varicorne zu den heimischen Waldarten, deren Habitat Rinde ist. Gegenüber hohen Temperaturen und Trockenheit ist die Art empfindlich, es werden daher kühlere und feuchtere Aufenthaltsorte bevorzugt. Bei hoher Luftfeuchtigkeit kann die Art ihren Flüssigkeitsbedarf auch aus dem in der Luft enthaltenen Wasserdampf decken. In Häusern wird die Art nur selten gefunden, da sie mit der hier herrschenden geringen Luftfeuchtigkeit nicht gut zurechtkommt.

## Lebensweise
Die Tiere kommen meist in größeren Trupps verschiedener Altersstadien unter Baumrinde vor. Die Ernährung findet vor allem über Grünalgen statt, die als Aufwuchs auf Rinde oder Steinen auch in luftiger Höhe wachsen. Aber auch Flechten und abgestorbenes Laub werden gefressen.

## Fortpflanzung und Entwicklung
Auch die Fortpflanzung unterscheidet sich von der anderer heimischer Doppelfüßer, da es nicht zu einer Paarbildung kommt. Da keine Laufbeine zu Kopulationsorganen umgewandelt sind, fehlt den Männchen ein Werkzeug zur unmittelbaren Übertragung des Samens in den Körper des Weibchens. Es gibt bei dieser Art also keine Paarung. Stattdessen gelangen die Samen über eine indirekte Spermatophoren-Übertragung zum Weibchen. Das Männchen stellt mit Hilfe verschiedener Spinndrüsen ein diffizil aufgebautes Fadengespinst her. Zunächst legt es über einer Bodenvertiefung mit den Spinngriffeln am 2. Beinpaar durch Hin- und Herschwenken des Vorderkörpers ein Zickzack-Geflecht aus Doppelfäden an, auf das es zwei Spermatröpfchen absetzt. Dann dreht es sich um, entfernt sich im rechten Winkel vom Zickzack-Geflecht und legt dabei eine Fadenstraße, bestehend aus 4 Fäden, an. Dazu wird ein Sekret aus den Drüsentaschen des 8. und 9. Beinpaares verwendet. Die Straßen-Fäden können das Fünffache der Körperlänge des Männchens erreichen (1,5 cm). Sie sind dicker als die Zickzack-Fäden und durch zusätzliche, in regelmäßigen Abständen angelegte Verdickungen einer Perlenkette ähnlich. Diese Verdickungen werden als Duftstoffpakete interpretiert. Sobald ein Weibchen auf eine solche Fadenstraße trifft, beginnt es erregt mit den Fühlern zu trillern, erigiert seine Geschlechtsöffnungen (Vulven) und folgt der Straße. Gelangt es direkt zum Zickzack-Geflecht, nimmt es sofort mit den Vulven an der Basis des 2. Beinpaares die Spermatröpfchen auf. Läuft es jedoch in die falsche Richtung, dreht es am Ende der Fadenstraße um, läuft diese zurück und erreicht nun beim zweiten Anlauf das Zickzack-Geflecht mit dem Spermatropfen. Trifft das Weibchen unmittelbar auf das Zickzackmuster, ohne zuvor die Fadenstraße „erlebt“ zu haben, ignoriert es das Sperma. Diese Beobachtung zeigt, dass die Fadenstraße nicht nur den Weg weist, sondern auch das Aufnehmen des Spermas stimuliert.
Die Eiablage durch die Weibchen erfolgt, indem diese die Eier im Kreis laufend als eine Perlschnur ablegen. Anschließend wird der Schwanzpinsel immer wieder gegen die Eier gepresst, so dass sich die stacheligen und mit Widerhaken versehenen Schwanzborsten an die Eier heften und so kleinere Fressfeinde, z. B. Raubmilben, wie Stacheldraht abwehren. Die haarige Schutzhülle hat außerdem eine Belüftungsfunktion und sorgt für möglichst gleichmäßige kleinklimatische Bedingungen. Schon direkt nach dem Schlupf sind die mit drei Beinpaaren und einem viergliedrigen Antennenpaar ausgestatteten Jungtiere dazu fähig, herumzulaufen und selbstständig Nahrung aufzunehmen – ein Merkmal, das die Pinselfüßer und Bohrfüßer von den anderen heimischen Doppelfüßern unterscheidet. Nach mehreren Häutungen, bei denen weitere Körperringe entstehen, entwickeln sich die Jungtiere zu adulten Tieren. Die Entwicklung vom Ei zum adulten Tier dauert etwa 6–8 Monate.

## Gefährdung
Die Art gilt weder in Deutschland noch global als gefährdet. In Deutschland wird sie als mäßig häufig beschrieben.

## Taxonomie
Die Art wurde 1758 von Carl von Linné unter dem Namen Scolopendra lagura erstbeschrieben. Weitere Synonyme sind Iulus lagurus (Linnaeus, 1758), Julus lagurus Linnaeus, 1758, Pollyxenus lagurus (Linnaeus, 1758), Iulus penicillatus DeGeer und Julus penicillatus DeGeer.